# Resplendor
Resplendor est une municipalité brésilienne de l'État du Minas Gerais et la Microrégion d'Aimorés, dans la région du sud-est du pays. Elle est située dans la vallée du Rio Doce, à environ 440 km à l'est de Belo Horizonte, la capitale de l'État. Elle occupe une superficie de 1 081,796 km², dont 2,8 km² de périmètre urbain, et sa population en 2018 était de 17 398 habitants.
La température annuelle moyenne est de 23,4 °C. 
Avec 75 % de la population vivant dans la zone urbaine, la ville comptait 15 établissements de santé en 2009. Son indice de développement humain (IDH) est de 0,670, classé comme moyen par rapport à l'État.
La colonisation de la ville a commencé à la fin du XIXe siècle, lorsque la civilisation des Indiens Aimorés, habitants originels de la région, par le Français Guido Marlière, a eu lieu. La terre a ensuite été transmise aux agriculteurs, qui ont commencé à développer l'agriculture. Dans les années 1910, la localité a commencé à être desservie par le chemin de fer Vitória-Minas (EFVM), ce qui a permis de faire progresser l'économie et le développement de la population, le noyau urbain s'étant établi autour de la gare. En 1911, le district de Resplendor, appartenant à Caratinga, fut créé et émancipé en 1938.
L'agriculture a longtemps été la principale source de revenus de la municipalité, remplacée plus tard par l'extraction minière. L'une des principales attractions est le parc national de Sete Salões, l'une des principales réserves environnementales de la forêt atlantique dans la région du Rio Doce, qui présente un complexe de montagnes, de forêts, de chutes d'eau et de grottes avec des peintures rupestres. On peut également citer le lac de barrage de la centrale hydroélectrique d'Aimorés, sur le chemin du Rio Doce, où la pratique des sports nautiques, de pêche et d'eau est devenue courante.